# Vaart: halfmaandelijks orgaan van de socialistische jongeren
Vaart: halfmaandelijks orgaan van de socialistische jongeren was een verzetsblad uit de Tweede Wereldoorlog, dat vanaf 5 februari 1945 tot mei 1945 in Zaandam werd uitgegeven. Het blad verscheen 2 × per maand. Het werd gestencild en de inhoud bestond voornamelijk uit opinie-artikelen.
Dit blad behandelde vooral problemen met betrekking tot de maatschappelijke en zedelijke situatie van de jeugd; het was een platform daar vrijuit over te kunnen schrijven. Daarnaast probeerde het de socialistische en communistische jeugd te verenigen in één socialistische jeugdorganisatie. Vaart is in de zomer van 1945 opgegaan in Een, het orgaan van het Algemeen Nederlands Jeugd Verbond.

## Betrokken personen
De redactie bestond uit F. Termaat, mej. G. Breeuwer, S. Geugjes, K. Grin en J. Battem. In april 1945 scheidde zich een groep af, welke De ploeg ging uitgeven.

## Gerelateerde kranten
- De ploeg: orgaan van Democratisch Socialistische Jongeren[1]